# Lotta Ilona Häyrynen
Lotta Ilona Häyrynen, född den 19 september 1989 i Björneborg i Finland, är en svensk skribent och opinionsbildare. 

## Biografi
Häyrynen är redaktör för LO Mediehus opinionsbildande sajt Nya Mitten. Hon var tidigare chefredaktör för Frihet 2018–2019  och ledarskribent på Aftonbladet 2019–2020. 2020 blev hon ledarskribent på Arbetet.  Hon går författarutbildningen på Biskops-Arnö. Häyrynen skriver återkommande på Arbetets och Aftonbladets.
Hon har tidigare arbetat bland annat som presskommunikatör åt dåvarande folkhälso-, sjukvårds- och idrottsminister Gabriel Wikström (Socialdemokraterna)